# Jurij Postrigaj
Jurij Viktorovič Postrigaj (in russo Ю́рий Ви́кторович Пострига́й?; 31 agosto 1988) è un canoista russo.

## Palmarès

### Olimpiadi
- 1 medaglia:
  - 1 oro (Londra 2012 nel K2 200 metri)

### Mondiali
- 4 medaglie:
  - 1 oro (Duisburg 2013 nel K2 200 metri)
  - 2 argenti (Duisburg 2013 nel K1 4x200 metri; Milano 2015 nel K2 200 metri)
  - 1 bronzo (Szeged 2011 nel K1 500 metri)

### Europei
- 4 medaglie:
  - 2 ori (Belgrado 2011 nel K1 500 metri; Montemor-o-Velho 2013 nel K2 200 metri)
  - 1 argento (Brandenburgo 2014 nel K2 200 metri)
  - 1 bronzo (Brandeburgo 2014 nel K1 200 metri)

### Universiadi
- 1 medaglia:
  - 1 oro (Kazan 2013 nel K2 200 metri)